# 瓦洛內峰
45°25′02″N 06°45′39″E / 45.41722°N 6.76083°E
瓦洛內峰（法語：Pointe du Vallonnet），是法國的山峰，位於該國東南部奧文尼-隆-阿爾卑斯大區，由薩瓦省負責管轄，屬於瓦努瓦斯山的一部分，海拔高度3,372米，每年平均降雨量1,479毫米。